# بيني ليستير
بيني ليستير (بالإنجليزية: Benny Lester)‏ (10 فبراير 1920 بشفيلد في المملكة المتحدة - 1 يناير 1958) هو لاعب كرة قدم بريطاني (وحمل سابقاً جنسية المملكة المتحدة لبريطانيا العظمى وأيرلندا) في مركز الهجوم. لعب مع ستوكبورت كونتي وهال سيتي ولينكولن سيتي أف سي وسيلبي تاون ‏.